# Wilhelm Anton von Klewitz

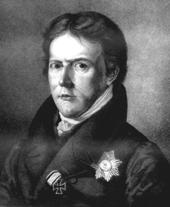
Wilhelm Anton von Klewiz

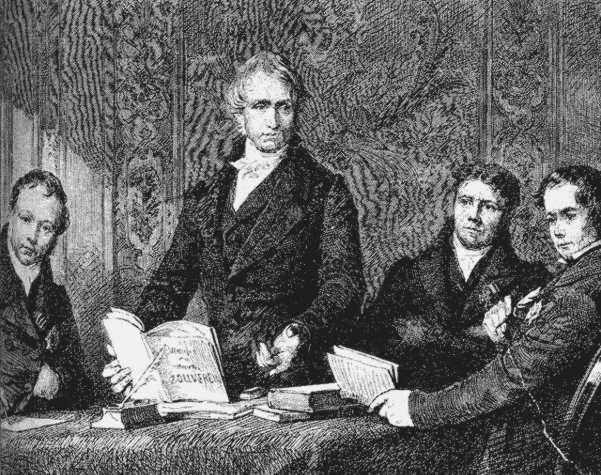
I pionieri dello Zollverein del 1834, da sinistra a destra: Friedrich von Motz (Ministro delle Finanze prussiano 1825-1830), Karl Georg Maassen (Ministro delle Finanze prussiano 1830-1834), Wilhelm Anton von Klewiz (Ministro delle Finanze prussiano 1817-1825) e Johann Albrecht Friedrich von Eichhorn (Direttore del Ministero degli Esteri prussiano 1815-1840)

Wilhelm Anton von Klewiz (Magdeburgo, 1º agosto 1760 – Magdeburgo, 26 luglio 1838) è stato un politico prussiano.

## Biografia
Klewiz ha frequentato il ginnasio della cattedrale di Magdeburgo. Proveniente da un ambiente borghese, Klewiz studiò Giurisprudenza presso l'Università Friedrich di Halle e dal 1779 al 1781 l'Università Georg August di Gottinga. Contemporaneamente si dedicò alla chimica e alla matematica. Assunse il suo primo incarico nel 1783 come avvocato praticante presso la Camera di Guerra e di Dominio di Magdeburgo. In questa veste assunse la direzione dell'Ufficio del Sale di Schönebeck (Elba). Nel 1785 Klewiz divenne assessore e consigliere di guerra e di amministrazione. Nel 1793 fu responsabile dell'annessione amministrativa e legale degli ex territori polacchi annessi alla Prussia.
Nel 1794 Klewiz sposò Karoline Henriette Augusta Rumpff. Dal matrimonio nacquero due figli: Caroline Wilhelmine von Klewiz (1795-1823) e Carl Wilhelm von Klewiz (1800 - 1841).
In questo periodo entrò anche nel Montagsklub di Berlino di cui fece parte dal 1799 al 1822. Nel 1803 Klewiz fu premiato per i suoi servizi.
In qualità di Presidente della Camera di Posen, nel 1805 Klewiz fu responsabile della mobilitazione delle truppe prussiane. Dopo la sconfitta della Prussia, assunse la presidenza della Commissione per le operazioni finanziarie e il soccorso ai poveri a Königsberg su incarico di Karl August von Hardenberg poiché riconosciuto esperto di diritto amministrativo e fiscale, e redasse nel 1810 insieme a Theodor von Schön, l'Ordinanza sulla Costituzione riguardante tutte le autorità statali supreme.
Nel 1813, mentre le guerre di liberazione erano ancora in corso, divenne governatore civile dei territori precedentemente prussiani tra l'Elba e il Weser e che erano stati ceduti dalla Prussia dopo la sconfitta del 1807. Fino al 1816 lavorò alla reintegrazione di questi territori nella Prussia eper questo ricevette nel 1816 il titolo di Wirklicher Geheimer Rat. 
Alla fine del 1816 von Klewiz fu incaricato, in qualità di commissario governativo, di recarsi in Renania, da poco diventata prussiana, per preparare le contromisure in vista dell'imminente carestia..
Nel 1817 Klewiz divenne Ministro delle Finanze prussiano e fu uno dei pionieri dello Zollverein.
Tornato a Magdeburgo nel 1824, nel 1825 assunse la carica di Presidente della Provincia di Sassonia da Friedrich Christian Adolph von Motz che mantenne fino al 1837. Il suo lavoro si concentrò sugli affari educativi e religiosi e sull'attività mineraria.

## Onorificenze
Oltre ad essere elevato alla nobiltà nel 1803, nel 1814 fu insignito della Corona civica dalla sua città natale, Magdeburgo, che lo nominò cittadino onorario della città..
Nel 1816 divenne primo cittadino onorario di Halberstadt
A questo riconoscimento seguì la cittadinanza onoraria della città di Halle (Saale). Nel 1833, in occasione del suo 50º anniversario di servizio, Klewiz fu insignito dal re di Prussia Federico Guglielmo III dell'Ordine dell'Aquila Nera. L'Università di Halle-Wittenberg gli conferì un dottorato onorario. Klewiz, ammesso alla Loggia massonica Ferdinand zur Glückseligkeit di Magdeburgo nel 1784 e fu nominato membro onorario dalla stessa loggia nel 1814.
Oggi Magdeburgo, sua città natale, una strada (Klewitzstraße) porta il suo nome. 

## Opere
- (DE) Steuerverfassung im herzogthum Magdeburg, su books.google.de.
- (DE) Allgemeine Steuer-Verfassung in der preussischen Monarchie, und besondere Grundsteuer-Verfassungen in der preussischen Provinz Sachsen, su books.google.de.
- Das Provinzial-Recht des Herzogtums M gdeburg und der Grafschaft Mansfeld altpreußischen Antheils, 1837.